# 金京準
金 京準（金 景俊、キム・ギョンジュン、朝鮮語: 김경준、1964年8月9日 - ）は、朝鮮民主主義人民共和国の政治家。国土環境保護相、国務委員会森林政策監督局長、朝鮮労働党中央委員会委員。朝鮮自然保護連盟中央委員会委員長などを歴任。朝鮮労働党組織指導部副部長などを歴任した金時学は父親。

## 経歴
1964年に金時学の息子として生まれた。金日成総合大学生物学部卒業。国土環境保護副相、	朝鮮自然保護連盟中央委員会委員長などを経て、2013年に国土環境保護相に任命された。2014年3月に最高人民会議第13期代議員に選出された。2016年5月9日に開催された朝鮮労働党第7次大会で朝鮮労働党中央委員会委員候補に選出された、2018年8月23日に平壌直轄市の人民文化宮殿で、訪朝したエリック・ソルヘイム国際連合環境計画事務局長と会談を行い、山林復旧や環境保護などについて協議した。同年7月25日に中国・大連市を訪問し、譚作鈞大連市党委員会書記と会談した。同年9月19日に南北首脳会談のため訪朝した、韓国の文在寅大統領と崔龍海副委員長によって行われた記念植樹に参加した。2019年4月11日に開催された最高人民会議第14期第1回会議で、国土環境保護相に再任され、新たに国務委員会森林政策監督局長に任命され、同年12月28日に開催された朝鮮労働党中央委員会第7期第5回総会で、党中央委員会委員に補選された。

## 参考サイト
북한정보포털
| 先代金滄龍 | 国土環境保護相2013年 - | 次代現職 |